# ستيسي ترافيس
ستيسي ترافيس (بالإنجليزية: Stacey Travis)‏ هي ممثلة أمريكية، ولدت في 29 أغسطس 1966 بدالاس في الولايات المتحدة. بدأت مشوارها المهني سنة 1988.

## أعمال

### أفلام
- (1988) فانتازم II
- (2001) عالم أشباح
- (2001) قطاع الطرق[5]
- (2010) ايزي ايه[6][7]

## وصلات خارجية
- ستيسي ترافيس على موقع IMDb (الإنجليزية)
- ستيسي ترافيس على موقع ميتاكريتيك (الإنجليزية)
- ستيسي ترافيس على موقع قاعدة بيانات الأفلام العربية
- ستيسي ترافيس على موقع قاعدة بيانات الفيلم (الإنجليزية)